# Delphinium jacobsii
Delphinium jacobsii là một loài thực vật có hoa trong họ Mao lương. Loài này được Iranshahr mô tả khoa học đầu tiên năm 1992.